# 小鬚似鱗頭鰍
小鬚似鱗頭鰍為輻鰭魚綱鯉形目鰍科的其中一種，為熱帶淡水魚，分布於亞洲湄南河、薩爾溫江及馬來半島淡水流域，體長可達3.3公分，棲息在底層水域，生活習性不明。

## 扩展阅读
維基物種上的相關：小鬚似鱗頭鰍